# Sua vida me pertence
 (енгл. Your Life Belongs To Me, срп. Твој живот мени припада) прва је теленовела, икад снимљена. Снимана је у Бразилу, а емитована од 21. децембра 1951. до 8. јануара 1952. године двапут недељно, уторком и четвртом, уживо, на каналу TV Tupi. У овој теленовели остварен је први бразилски ТВ пољубац и то између Виде Алвес и Валтера Форстера.

## Синопсис
Прича се врти око младе и наивне Елизабет која је несрећно заљубљена у Алфреда, несаломљивог човека који је не воли и презире њена осећања. Међутим, након неког времена он се заљубљује у њу, али она није више заљубљена, а он је ожењен другом женом, амбициозном Елијаном.

## Улоге
| Глумац           | Улога    |
| ---------------- | -------- |
| Вида Алвес       | Елизабет |
| Валтер Форстер   | Алфредо  |
| Лиа де Агвиар    | Елијана  |
| Жозе Париси      |          |
| Лима Дуарте      | Нестор   |
| Дионисио Азеведо | Рожер    |
| Неа Симоис       |          |
| Жоао Монтејро    |          |
| Астрогилдо Фило  |          |
| Антонио Моика    |          |